# Bahnhof Gremberg
Gremberg ist ein zweiseitiger Rangierbahnhof in Köln. Er gehört zu den neun größten, überregional bedeutenden Rangierbahnhöfen in Deutschland. Im Rangiersystem Nord-Süd besitzt er zwei Ablaufberge und insgesamt 64 Richtungsgleise und im Süd-Nord-System 32.

## Geografie
Der Bahnhof liegt im Südosten Kölns, umgeben von der Eisenbahnersiedlung Gremberghoven. Er grenzt im Westen unmittelbar an Westhoven und Ensen. Das namensgebende Gremberger Wäldchen beginnt wenige Meter nördlich des Bahnhofs und zählt im Gegensatz zu diesem zum heutigen Stadtteil Humboldt/Gremberg. Das Grundstück belegt eine Fläche von 1,12 km². Er gehört mit den Standorten Köln-Kalk, Hagen, Hamm, Oberhausen und Wanne-Eickel zum Produktionszentrum Duisburg/Hagen der DB Schenker Rail.
Zu dem Bahnhof führen mehrere für den Güterverkehr bedeutende Eisenbahnstrecken. Von Norden ist Gremberg de facto Endpunkt der Güterstrecke Mülheim-Speldorf–Gremberg, nach Westen ist er über die Südbrücke an den Bahnhof Köln Eifeltor und das linksrheinische Bahnnetz angeschlossen. Im Südosten mündet er in die rechte Rheinstrecke und Siegstrecke, auf der bis Troisdorf zumeist Güterverkehr abgewickelt wird.

## Geschichte

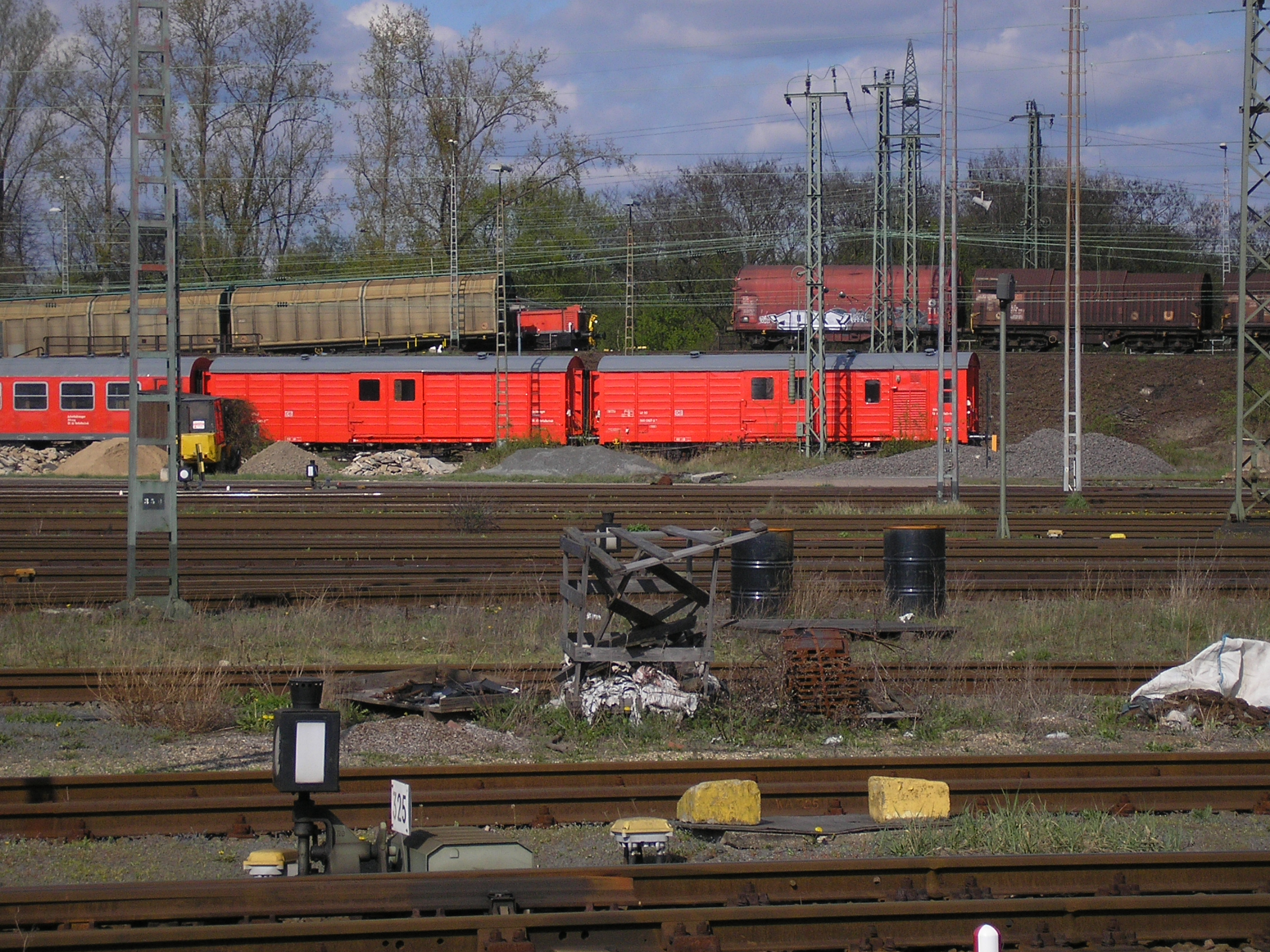
Ablaufberg

Der Bau der Bahnhofs Gremberg begann 1917 (noch während des Ersten Weltkriegs). Fertiggestellt wurde er dann im Jahr 1924. Der Rangierbahnhof erlangte schnell große Bedeutung, so dass er 1942 ausgebaut wurde. Während der Beseitigung der Kriegsschäden nach dem Zweiten Weltkrieg und nochmals in den 1960er Jahren wurde der Bahnhof erneut ausgebaut und modernisiert.
Seit 2004 wurde der Bahnhof abermals modernisiert. Die ca. 40 Millionen Euro teuren Bauarbeiten für die erste Stufe der Modernisierung wurden 2007 abgeschlossen. Seitdem erfolgt die Zugbildung durch einen Zentralrechner am Ablaufberg im Nord-Süd-System nun vollautomatisch mit modernster Brems- und Fördertechnik. Die zweite Stufe des Ausbaus betrifft das Süd-Nord-System, welches für weitere ca. 58 Millionen Euro bis Ende 2015 abgeschlossen wurde.
2015 wurden täglich etwa 70 Züge in Gremberg neu sortiert, dies entspricht etwa 2800 Waggons; mit etwa 200.000 Güterzügen jährlich wurden über dieses Produktionszentrum 22 Prozent des gesamten Güterverkehrs abgefertigt. Zu diesem Zeitpunkt arbeiteten hier etwa 600 Beschäftigte, davon 175 im Rangierdienst, 50 Wagenmeister, 200 Lokführer für die Fernzüge, 75 in der Lok-Instandhaltung und 98 in der Güterwagen-Werkstatt.

## Bahnbetriebswerk
An der südöstlichen Ausfahrt des Bahnhofes befindet sich das Bahnbetriebswerk Gremberg mit großer Lokwerkstatt (elf Gleise), großer Freiluft-Abstellanlage und zwei Schiebebühnen.

## Bahnübergang

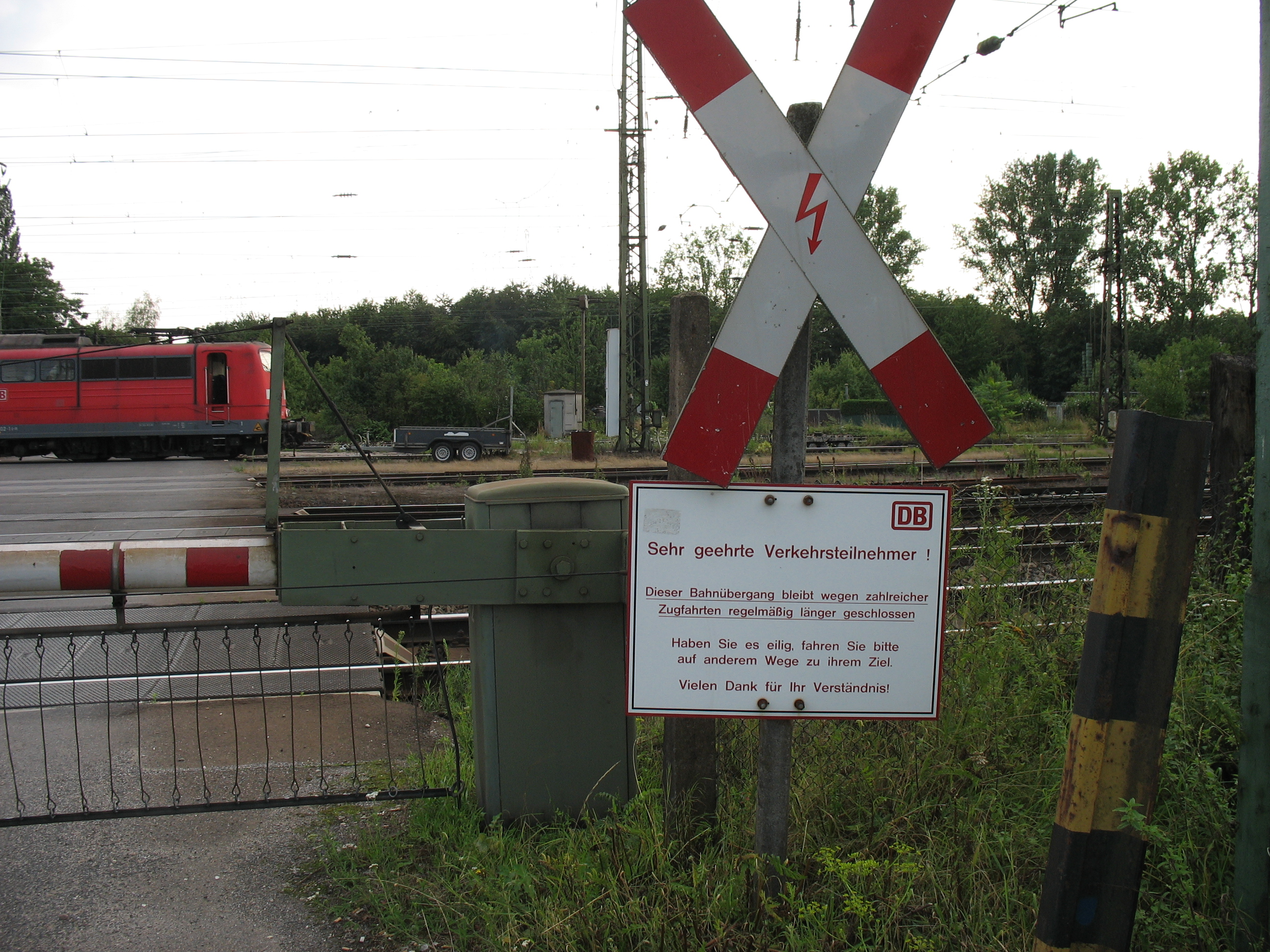
Hinweisschild für den Straßenverkehr am Bahnübergang

Am Westkopf des Rangierbahnhofes Gremberg befindet sich der Bahnübergang Porzer Ringstraße, welcher insgesamt 13 Gleise überquert. Aufgrund des umfangreichen Güterverkehrs und der vielen Rangierarbeiten bleibt dieser Bahnübergang regelmäßig für längere Zeit geschlossen. Daher wurden neben den Schranken am Straßenrand Hinweisschilder aufgestellt (siehe Bild). Aufgrund des geringen Straßenverkehrsaufkommens ist ein Ersatz des Bahnübergangs (z. B. durch einen Straßentunnel) derzeit nicht geplant.